# Fronton (Haute-Garonne)
Fronton település Franciaországban, Haute-Garonne megyében. Lakosainak száma 6664 fő (2022. január 1.). Fronton Orgueil, Campsas, Canals, Fabas, Grisolles, Nohic, Pompignan, Bouloc, Castelnau-d’Estrétefonds, Villaudric és Villemur-sur-Tarn községekkel határos.

## Népesség
A település népességének változása:
| Lakosok száma | 2272 | 2814 | 3355 | 5030 | 5736 | 5917 | 6079 | 6271 | 6413 | 6664 |
|               | 1968 | 1982 | 1990 | 2006 | 2013 | 2015 | 2017 | 2019 | 2020 | 2022 |

## Műemlékek

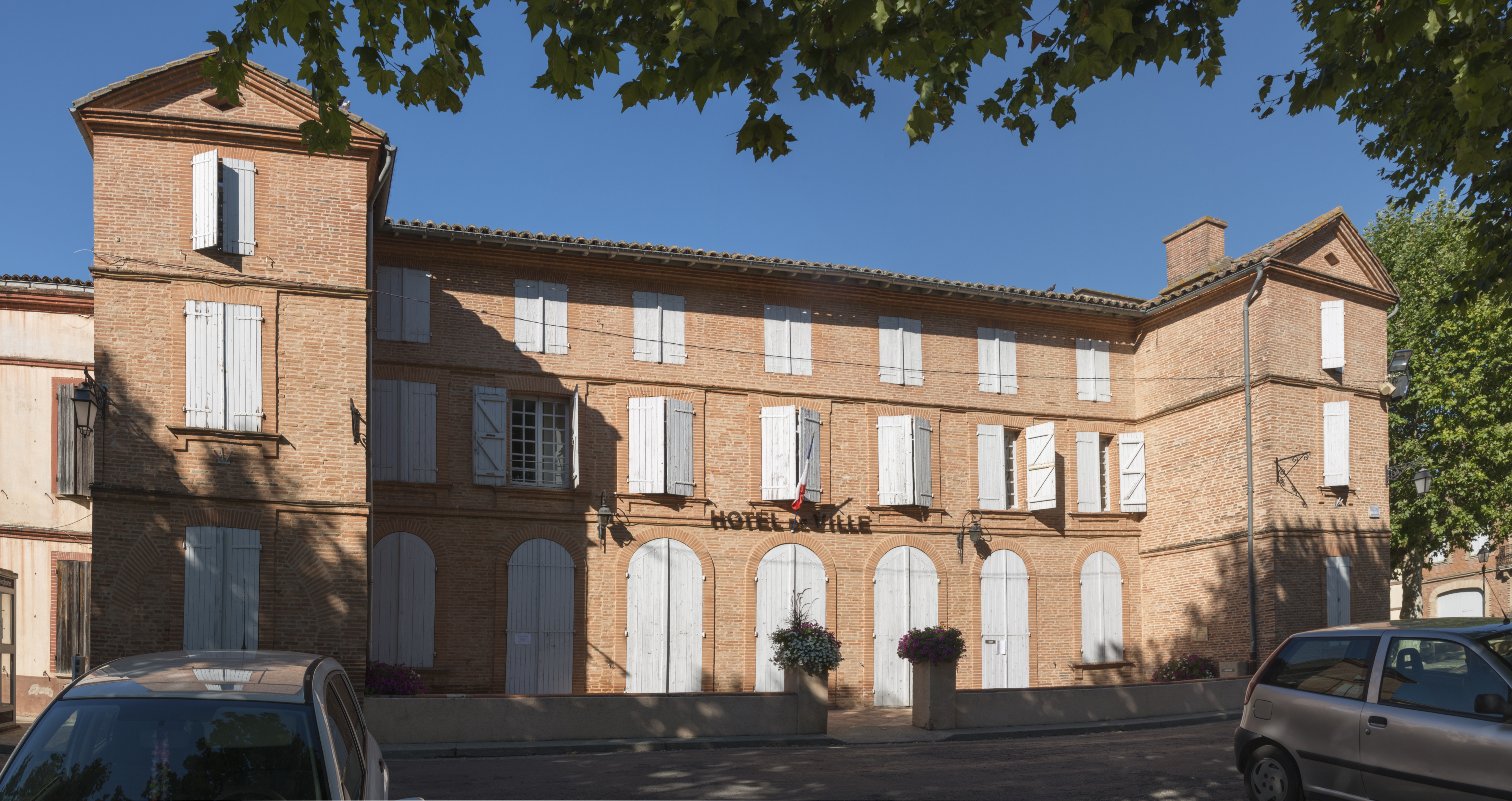
A városháza
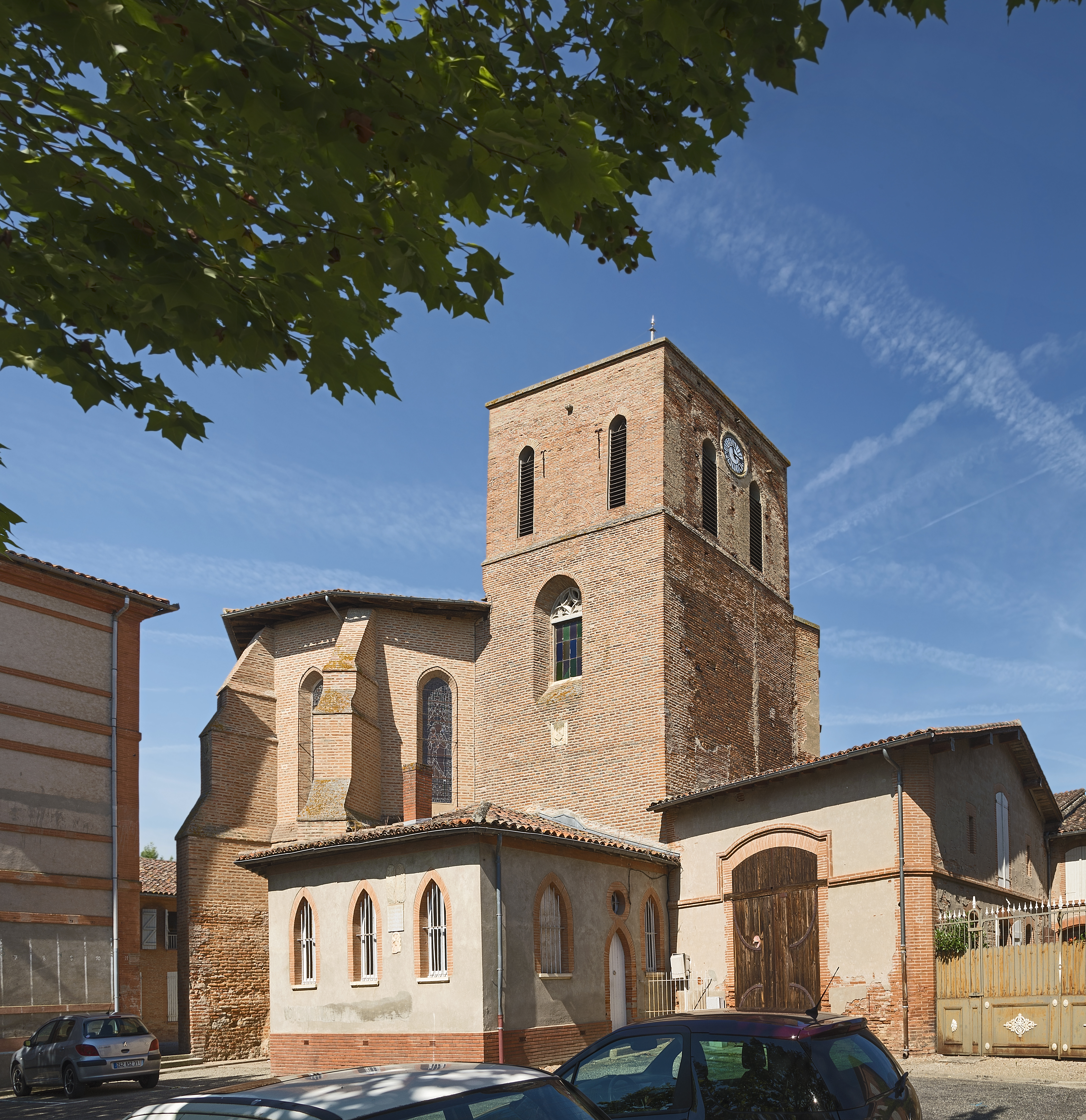
A templom
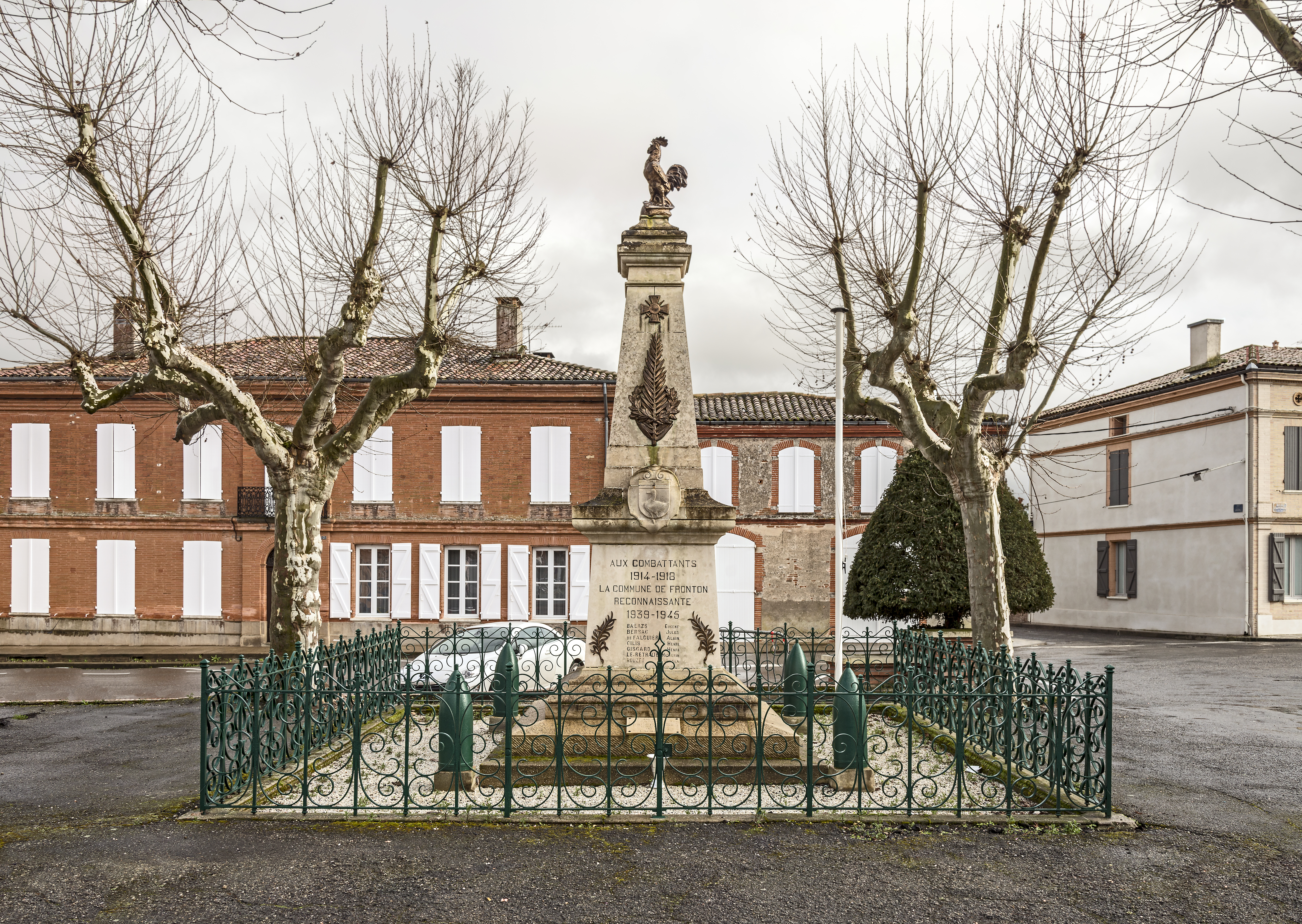
A háborús emlékmű